# Franc Roddam
Francis George «Franc» Roddam (29 de abril de 1946) es un director de cine, empresario, guionista, editor y productor televisivo inglés.

## Carrera
Sus películas incluyen Quadrophenia, K2, Aria, The Lords of Discipline y War Party. Fue el creador del fenómeno televisivo mundial MasterChef, que es emitido en 200 países en todo el mundo con 47 versiones nacionales.
También ha producido otros formatos, como las series Auf Wiedersehen, Pet, Making Out, y Harry, todas las cuales fueron altamente exitosas. Dirigió la galardonada serie de drama Dummy, por el cual ganó el prestigioso Premio Dram del Prix Italia. También dirigió las miniseries nominadas al Grammy y al Globo de Oro, Moby Dick y Cleopatra.
Ganó premios por sus documentales para la BBC, Mini y The Family. Es fundador y presidente de Ziji Publishing, cuyos títulos incluyen The Last Templar que vendió encima 5 millones de copias en todo el mundo. Es patrocinador y exgobernador de la Escuela de Cine de Londres y miembro activo del Greenworld Campaign.

## Filmografía

### Películas

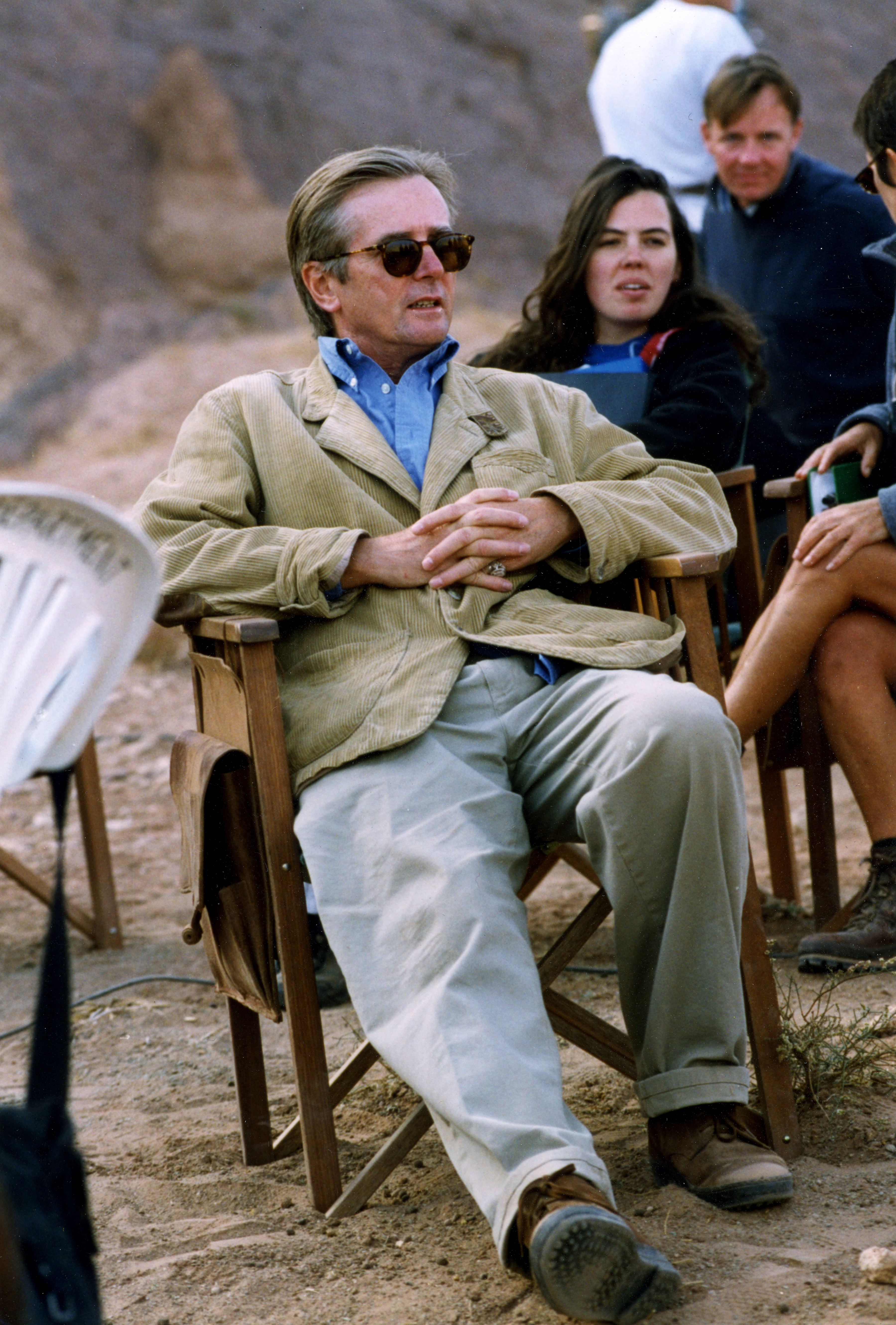
Director Franc Roddam en el set de Cleopatra (1999).

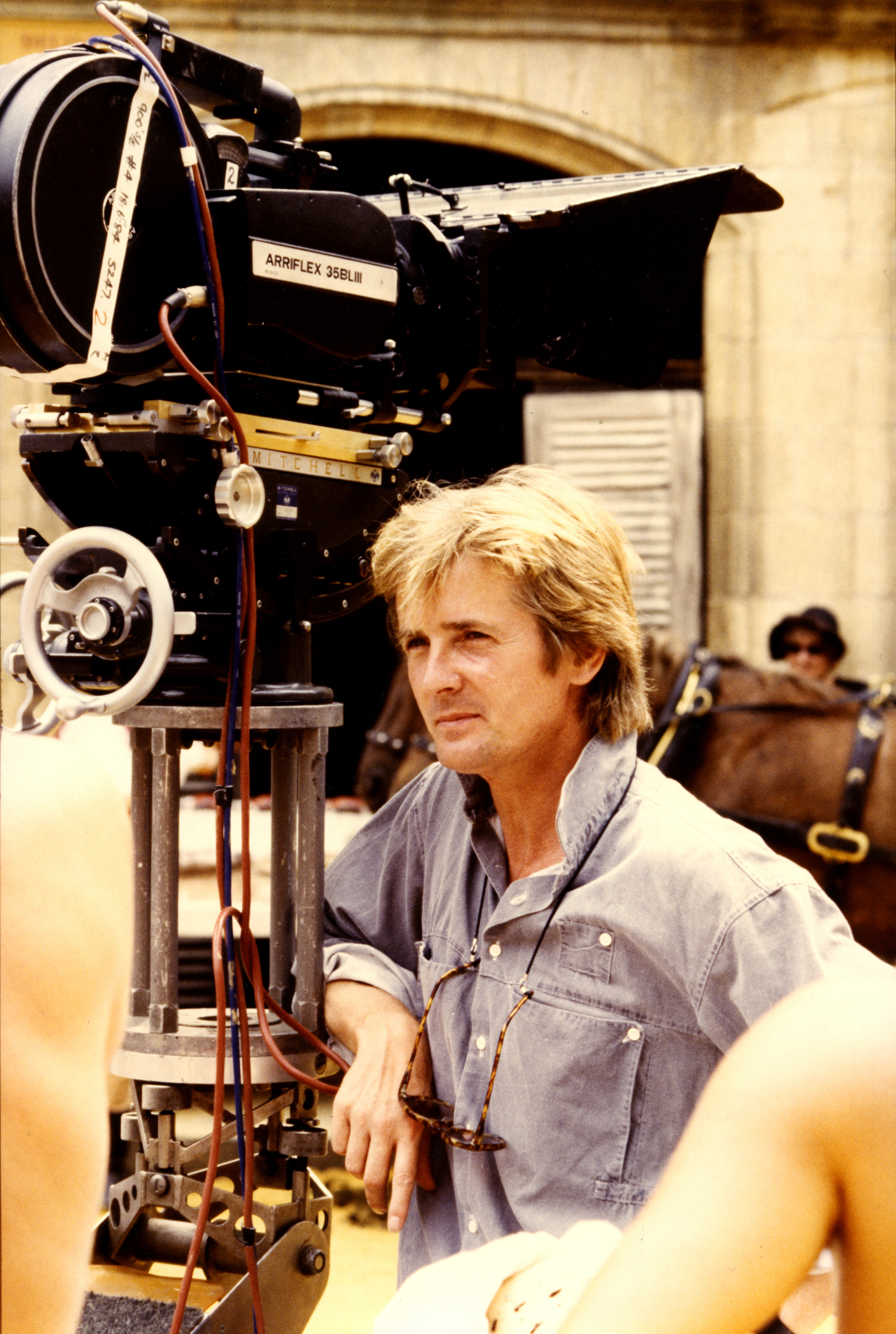
Director Franc Roddam en el set de The Bride (1985).

- Quadrophenia — Director/Coguionista.
- The Lords of Discipline — Director.
- The Bride — Director.
- Aria — Codirector.
- War Party — Director.
- K2 — Director.

### Televisión
- MasterChef — Creador del formato, productor ejecutivo.
- Auf Wiedersehen, Pet — Creador del formato, productor ejecutivo.
- The Canterbury Tales — Creador del formato, productor ejecutivo.
- Cleopatra — Director (2 x 90 min)
- Moby Dick — Director (2 x 90 min)
- The Crow Road — Productor ejecutivo
- An Ungentlemanly Act — Productor ejecutivo.
- Harry — Creador del formato, productor ejecutivo.
- Making Out — Creador del formato.
- Dummy — Director/Productor.
- The Family — Codirector.
- Mini — Director.
- The Fight — Director.

### En desarrollo
- Waltzing Matilda — Productor/Director/Coguionista.
- Let’s Face It — Productor/Director/Coguionista.
- IGGY — Creador del formato/Coguionista.
- Win-Win — Creador del formato/Coproductor.
- 2 in a Million — Creador del formato/Productor.